# Rajd Portugalii 2008
Rezultaty Rajdu Portugalii (Vodafone Rally de Portugal 2008), eliminacji Intercontinental Rally Challenge w 2008 roku, który odbył się w dniach 8 maja – 10 maja. Była to druga runda IRC w tamtym roku oraz druga szutrowa, a także trzecia w mistrzostwach Portugalii. Bazą rajdu było miasto Faro. Zwycięzcami rajdu została włoska załoga Luca Rossetti i Matteo Chiarcossi jadąca Peugeotem 207 S2000. Wyprzedzili oni Czechów Jana Kopeckiego i Petra Starego oraz Francuzów Nicolasa Vouilloza i Nicolasa Klingera. Obie te załogi również jechały Peugeotem 207 S2000.
Rajdu nie ukończyło 37 kierowców. Odpadli z niego między innymi: Belg François Duval (Fiat Abarth Grande Punto S2000, na 10. oesie), Hiszpan Daniel Solà (Fiat Abarth Grande Punto S2000, na 11. oesie), Belg Freddy Loix (Peugeot 207 S2000, na 6. oesie), Fin Anton Alén (Fiat Abarth Grande Punto S2000, awaria skrzyni biegów na 2. oesie), Włoch Paolo Andreucci (Mitsubishi Lancer Evo IX, na 1. oesie), Francuzi Didier Auriol (Fiat Abarth Grande Punto S2000, awaria zawieszenia na 11. oesie) i Brice Tirabassi (Peugeot 207 S2000, wypadek na 9. oesie), a także Portugalczycy Armindo Araújo (Mitsubishi Lancer Evo IX, awaria turbosprężarki na 2. oesie), Miguel Campos (Peugeot 207 S2000, wypadek na 13. oesie), Vítor Sá (Subaru Impreza WRX STi, na 1. oesie) i Bernardo Sousa (Mitsubishi Lancer Evo IX, na 7. oesie).

## Klasyfikacja ostateczna
| Miejsce                                  | Zawodnik                 | Pilot                    | Samochód                       | Czas                     | Strata                   | Punkty                   |
| IRC (punktowane pozycje)                 | IRC (punktowane pozycje) | IRC (punktowane pozycje) | IRC (punktowane pozycje)       | IRC (punktowane pozycje) | IRC (punktowane pozycje) | IRC (punktowane pozycje) |
| ---------------------------------------- | ------------------------ | ------------------------ | ------------------------------ | ------------------------ | ------------------------ | ------------------------ |
| 1.                                       | Luca Rossetti            | Matteo Chiarcossi        | Peugeot 207 S2000              | 2:57:50.1                |                          | 10                       |
| 2.                                       | Jan Kopecký              | Petr Starý               | Peugeot 207 S2000              | 2:58:35.9                | +45.8                    | 8                        |
| 3.                                       | Nicolas Vouilloz         | Nicolas Klinger          | Peugeot 207 S2000              | 2:59:27.9                | +1:37.8                  | 6                        |
| 4.                                       | Giandomenico Basso       | Mitia Dotta              | Fiat Abarth Grande Punto S2000 | 3:00:08.8                | +2:18.7                  | 5                        |
| 5.                                       | Juho Hänninen            | Mikko Markkula           | Mitsubishi Lancer Evo IX       | 3:00:11.3                | +2:21.2                  | 4                        |
| 6.                                       | Bruno Magalhães          | Mario Castro             | Peugeot 207 S2000              | 3:01:01.7                | +3:11.6                  | 3                        |
| 7.                                       | Manfred Stohl            | Ilka Minor               | Peugeot 207 S2000              | 3:01:41.4                | +3:51.3                  | 2                        |
| 8.                                       | Andreas Aigner           | Klaus Wicha              | Mitsubishi Lancer Evo IX       | 3:05:59.6                | +8:09.5                  | 1                        |
| Mistrzostwa Portugalii (pierwsza trójka) |                          |                          |                                |                          |                          |                          |
| 1. (6.)                                  | Bruno Magalhães          | Mario Castro             | Peugeot 207 S2000              | 3:01:01.7                |                          |                          |
| 2. (9.)                                  | Fernando Peres           | José Pedro Silva         | Mitsubishi Lancer Evo IX       | 3:08:36.5                | +7:34.8                  |                          |
| 3. (10.)                                 | Adruzilo Lopes           | Andre Cortinhas          | Subaru Impreza WRX STi         | 3:08:47.0                | +7:45.3                  |                          |

## Zwycięzcy odcinków specjalnych
| Dzień       | Odcinek | G. rozp. | Nazwa                 | Długość  | Zwycięzca          | Czas    | Lider rajdu      |
| ----------- | ------- | -------- | --------------------- | -------- | ------------------ | ------- | ---------------- |
| 1 (8 maja)  | SS1     | 18:05    | Faro                  | 1,30 km  | Luca Rossetti      | 7:59.3  | Luca Rossetti    |
| 2 (9 maja)  | SS2     | 09:50    | Loulé 1               | 19,89 km | Nicolas Vouilloz   | 14:29.5 | Nicolas Vouilloz |
| 2 (9 maja)  | SS3     | 10:47    | Vascao 1              | 22,74 km | Freddy Loix        | 15:27.4 | Bruno Magalhães  |
| 2 (9 maja)  | SS4     | 11:51    | S. Brás de Alportel 1 | 16,13 km | Luca Rossetti      | 12:15.7 | Nicolas Vouilloz |
| 2 (9 maja)  | SS5     | 14:17    | Loulé 2               | 19,89 km | François Duval     | 14:31.2 | Luca Rossetti    |
| 2 (9 maja)  | SS6     | 15:14    | Vascao 2              | 22,74 km | Nicolas Vouilloz   | 15:08.9 | Nicolas Vouilloz |
| 2 (9 maja)  | SS7     | 16:18    | Brás de Alportel 2    | 16,13 km | Luca Rossetti      | 12:01.4 | Luca Rossetti    |
| 3 (10 maja) | SS8     | 09:40    | Santana da Serra 1    | 15,32 km | Luca Rossetti      | 12:15.7 | Luca Rossetti    |
| 3 (10 maja) | SS9     | 10:08    | Ourique 1             | 24,96 km | François Duval     | 15:47.0 | Luca Rossetti    |
| 3 (10 maja) | SS10    | 11:01    | Almodovar 1           | 25,18 km | Giandomenico Basso | 16:32.4 | Luca Rossetti    |
| 3 (10 maja) | SS11    | 14:31    | Santana da Serra 2    | 15,32 km | Nicolas Vouilloz   | 12:26.7 | Luca Rossetti    |
| 3 (10 maja) | SS12    | 14:59    | Ourique 2             | 24,96 km | Giandomenico Basso | 16:07.9 | Luca Rossetti    |
| 3 (10 maja) | SS13    | 15:52    | Almodovar 2           | 25,18 km | Andreas Aigner     | 16:52.5 | Luca Rossetti    |